# We Love You (singel)
We Love You – drugi singiel z siódmej płyty synthpopowego zespołu OMD The Pacific Age wydanej w 1986 roku.

## Lista utworów
- 7"

1. "We Love You" - 3:59
2. "We Love You (Dub)" - 6:20

- Limited edition 2x7"

1. "We Love You" - 3:59
2. "We Love You (Dub)" - 6:20
3. "If You Leave" - 4:30
4. "88 Seconds in Greensboro" - 4:20

- Limited edition 7" + Cassette-Maxi Retro

1. "We Love You" - 3:59
2. "We Love You (Dub)" - 6:20
3. "Souvenir"
4. "Electricity"
5. "Enola Gay"
6. "Joan Of Arc"
7. "We Love You"
8. "We Love You (Dub)"

- 12"

1. "We Love You (Extended)" - 6:15
2. "We Love You (7" Version)" - 3:59
3. "We Love You (Dub)" - 6:20

## Pozycje na listach
| Lista (1986)                       | Najwyższa pozycja |
| ---------------------------------- | ----------------- |
| UK Singles Chart                   | 54                |
| Australian Singles Chart           | 18                |
| U.S. Billboard Hot Dance Club Play | 16                |